# Gentiana prainii
Gentiana prainii är en gentianaväxtart som beskrevs av Isaac Henry Burkill. Gentiana prainii ingår i släktet gentianor, och familjen gentianaväxter. Inga underarter finns listade i Catalogue of Life.